# إبراهيم يحيى حميد الدين
سيف الإسلام إبراهيم بن يحيى حميد الدين (1915-1948) هو ثامن أبناء إمام اليمن يحيى حميد الدين، كان يلقب بسيف الحق أو سيف الإسلام، ولم يكن أبوه راضيًا عنه وعن أخيه إٍسماعيل؛ فأودعهما دار الأدب في مدينة صنعاء، جزاءً لهما. 
شارك في ثورة الدستور ضد والده عام 1948 الذي قتل برصاصة من بندقية علي ناصر القردعي أصابت رأسه في منطقة حزيز جنوبي صنعاء تولى عبد الله الوزير السلطة كإمام دستوري، وقام بتعيين إبراهيم رئيسا للوزراء. 
لكن الانقلاب فشل بعد أن قام الإمام أحمد حميد الدين بثورة مضادة مؤيدة بأنصاره من القبائل استطاع خلالها إجهاض الثورة وإعدام الثوار وقدمت السعودية الدعم للإمام أحمد بسبب طبيعة الانقلاب الدستورية وزج بإبراهيم السجن ومات فيه مسموماً في 22 شعبان 1367 هـ.

## حياته وموقفه من والده
كان يلقب بسيف الحق، ولم يكن أبوه راضيًا عنه وعن أخيه إسماعيل؛ فأودعهما دار الأدب في مدينة صنعاء، جزاءً لهما. وظلت علاقة إبراهيم بأبيه سيئة، وكان كثير التذمر من حكم والده، وعاش ساخطًا يتحين الفرص للاستيلاء على العرش. وحين مرض والده في مدينة الروضة، شمالي مدينة صنعاء، أعد خطة للاستيلاء على الحكم؛ واتصل بعدد من أمراء الجيش ينبههم باتخاذ الحيطة والحذر إذا مات الإمام، وأعلم كل من اتصل بهم أن الإمام ينازع الموت، وعرض خطته على عدد من أصدقائه الموثوقين، ومنهم الشاعر أحمد بن محمد الشامي، الذي نبهه إلى خطورة ما هو مقدم عليه، وكان من نيته أن يأمر بعض قادة الجيش بالاستيلاء على بعض الأماكن المهمة في مدينة صنعاء، كقصر والده، وقصر السلاح والعرضي -مقر الجيش- وأن يقوم هو باعتقال والده، وأخيه علي يحيى حميد الدين.
ولم يؤيده أحد ممن أطلعهم على خطته؛ لصعوبة الأمر وخشية تعرضه للخطر، فأشاعوا عنه أنه أصيب بمرضٍ خطير: تنتابه نوبات صَرَع، تجعله يهذي بكلامٍ لا يفهم، وطلبوا منه أن يدعي ذلك المرض، وأبلغوا أخاه أحمد ولي العهد بذلك؛ خوفًا من أن يعرف بالخطة، التي كان إبراهيم ينوي تنفيذها، وأُبْلِغ الإمام بذلك، فأتقن إبراهيم دور المجنون حتى نصح الأطباء والده بضرورة إرساله للعلاج في إثيوبيا، وسافر فعلاً وبرفقته الأستاذ أحمد البراق، الذي كان يجيد الإنجليزية، ومكثا في العاصمة أسمرة مدة، ثم اتجها إلى مدينة عدن، وأعلن إبراهيم انضمامه إلى حزب الأحرار المناوئ لحكم أبيه، ولُقِّب بسيف الحق، وقويت شوكة الأحرار به، وأصبح قائدًا مهمًّا للثورة الدستورية عام 1367ه/1948م.
وبعد وصول الأستاذ الفضيل الورتلاني الزعيم الجزائري، المرسل من الإمام حسن البنا - زعيم جماعة الإخوان المسلمين - إلى اليمن، لتنفيذ خطوات العمل المنظم لثورة الدستور؛ بقي إبراهيم في مدينة عدن يتابع مع الأحرار التطورات الجارية في الداخل.
ولما قتل الإمام يحيى، رجع إبراهيم إلى مدينة صنعاء، وقد عُين في حكومة الإمام عبد الله الوزير رئيسًا لمجلس الشورى. وبعد فشل تلك الثورة قبض عليه أخوه المنتصر أحمد وعلى عدد من قادة الثورة، فأُرْسِلَ إلى مدينة حجة، وأُودِعَ سِجنًا انفراديًّا، يسمى: بيت المؤيد.
وظل إبراهيم معتقلاً إلى أن مات مسمومًا في معتقله بعد شهرين من فشل الثورة، ودفن في مدينة حجة.

## قتل الإمام والثورة الدستورية
في ظهر يوم الثلاثاء الموافق 17 فبراير 1948م  نصب كميناً في منطقة «حزيز» بصنعاء للإمام يحيى وهو في طريق عودته من بيت «حاضر» وتم اغتياله بالرصاص وفي صباح اليوم الثاني الأربعاء 18 فبراير اجتمعت جموع من الشباب والعلماء ورجال الدولة من الموظفين والمشايخ في قصر غمدان وعقدوا اجتماعاً قرروا فيه تنصيب السيد عبد الله الوزير إماماً شرعياً وملكاً دستورياً وبايعوه على ذلك وانهالت برقيات التهاني من رؤساء العشائر والقبائل والثوار وتم تمجيد الثوار الذين نفذوا مهمة قتل الإمام وهم «علي ناصر القردعي» و«محسن هارون» «وآل الحسيني» و«آل سنهوب» و«محمد ريحان» و«علي العتمي»، كما أعلن الأمراء، القاسم وإسماعيل والعباس وعلي ويحيى والبدر بن أحمد مبايعة الملك الجديد ونظام الحكم الدستوري، وفي يوم الخميس أذيع أول بيان للثورة من إذاعة صنعاء.
تم تشكيل الحكومة الجديدة ومجلس الشورى المؤقت واختير ستون عالماً وفقيهاً من أبناء اليمن تحت رئاسة الأمير إبراهيم وكانت الحكومة الجديدة برئاسة علي بن عبد الله الوزير وكان فيها الأستاذ أحمد محمد نعمان وزيراً للزراعة والشيخ محمد أحمد نعمان وزيراً للداخلية ومحمد محمود الزبيري وزيراً للمعارف والقاضي عبد الله الأغبري وزيراً للدولة وحسين عبد القادر وزيراً للدفاع والخادم غالب الوجيه وزيراُ للمالية والقاضي أحمد الجرافي وزيراً للاقتصاد والمناجم والسيد أحمد المطاع وزيراً التجارة والصناعة وأيضاً أعطي للأمير علي بن يحيى حميد الدين منصب وزير الدولة وعين القاضي حسن العمري وزير الدولة.